# Фридрих Август (князь Ангальт-Цербста)
Фридрих Август Ангальт-Цербстский (нем. Friedrich August, Fürst von Anhalt-Zerbst; 8 августа 1734 — 3 марта 1793) — немецкий князь из династии Асканиев и последний правитель княжества Ангальт-Цербст. Брат российской императрицы Екатерины II Великой.

## Биография
Фридрих Август — второй сын и единственный выживший из последующих детей князя Кристиана Августа Ангальт-Цербстского и его супруги Иоганны Елизаветы Гольштейн-Готторпской, дочери Кристиана Августа Шлезвиг-Гольштейн-Готторпского.
Фридрих Август наследовал отцу в Ангальт-Цербсте в 1747 году в возрасте тринадцати лет. Его мать, вдовствующая принцесса Иоганна Елизавета, правила в качестве регента от его имени до 1752 года.
Фридрих Август был одним из немецких князей, кто поддержал Великобританию в американской войне за независимость, предоставив ей в распоряжение своих солдат, за что получил существенную денежную компенсацию. В 1776 году он ввёл религиозную терпимость в своих землях. Из-за конфликта с Пруссией Фридрих Август был вынужден бежать в изгнание в Базель, а затем Люксембург, где и умер.

## Браки и наследование
В Цербсте 17 ноября 1753 года Фридрих Август женился на Каролине Вильгельмине Софии Гессен-Кассельской (10 мая 1732 — 22 мая 1759), дочери Максимилиана Гессен-Кассельского и внучке Карла I, ландграфа Гессен-Кассельского. Брак был бездетным.
В Балленштедте 27 мая 1764 года Фридрих Август вступил в брак во второй раз, с Фридерикой Августой Софией, дочерью Виктора II Фридриха, князя Ангальт-Бернбургского. Как и в первом случае, этот союз оказался бездетным.
После смерти князя Фридриха Августа линия Ангальт-Цербст пресеклась, и правопреемство в княжестве стало предметом спора между другими ветвями дома Асканиев: Ангальт-Бернбург, Ангальт-Кётен и Ангальт-Дессау. В 1796 году княжество Ангальт-Цербст было разделено и перестало существовать (при этом Евер унаследовала сестра Фридриха Августа Екатерина II, которая назначила управляющей вдову князя).

## Награды
- Орден Святого апостола Андрея Первозванного (15 июля 1744[1])